# Rolls-Royce Camargue
De Rolls-Royce Camargue is een tweedeurs coupé van de Britse autofabrikant Rolls-Royce die in maart 1975 geïntroduceerd werd en  tot 1986 in productie bleef.

## Geschiedenis
De Camargue wordt door velen beschouwd als de meest unieke Rolls-Royce ooit. Het koetswerk was getekend door de Italiaanse ontwerper Sergio Pininfarina en voor het eerst na de Tweede Wereldoorlog niet binnen het bedrijf. De Camargue was tevens de eerste Rolls-Royce die ontworpen werd gebruik makend van het metriek stelsel. 525 exemplaren werden gebouwd, plus een speciaal bestelde Bentley Camargue.
Vanaf de lancering was de Camargue het vlaggenschip van de modellenlijn. Tevens was dit de duurste productieauto ter wereld. De prijs groeide van £ 29.250 in het begin tot £ 83.122 op het einde. (~€ 42.619 - € 121.114). Hij werd in beperkte oplages verkocht in Australië, Azië, Canada, Europa, en de Verenigde Staten. De naam werd ontleend van een bekend paardenras uit de Zuid-Franse provincie Camargue.
De Camargue was de eerste auto ooit die een volledig automatische airconditioning met verschillende niveaus had. Naar verluidt werd acht jaar aan dat systeem gewerkt. De auto had ook als eerste Rolls-Royce een hellend radiatorrooster dat in een hoek van 7° stond. Het ontwerp van de Camargue is uniek binnen Rolls-Royce. De lijnen zijn hoekig en glad wat typisch is voor Italiaanse luxewagens. De auto is ook lang en breed en onmiskenbaar een coupe. Die breedte wordt nog benadrukt door een breed radiatorrooster, en gerekte voor- en achterlichten.

## Technisch
De Camargue deelt haar platform met de Silver Shadow en de Corniche. Ook de 6750 cc 90° V8 werd hiervan overgenomen hoewel hij iets krachtiger werd. Ook de automatische Turbo-Hydramatic drieversnellingsbak van General Motors-origine werd overgenomen. In 1977 kreeg de Camargue het stuursysteem van de Silver Shadow II en in 1979 de onafhankelijke wielophanging van de Silver Spirit. De Camargue had een wielbasis van 3048 mm, vanaf 1979 3061 mm, en een topsnelheid van 192 km/u.

## Versies
- 525 Rolls-Royce Camargue
- 1 Bentley Camargue (1985)